# Runenstein von Larvs Hed

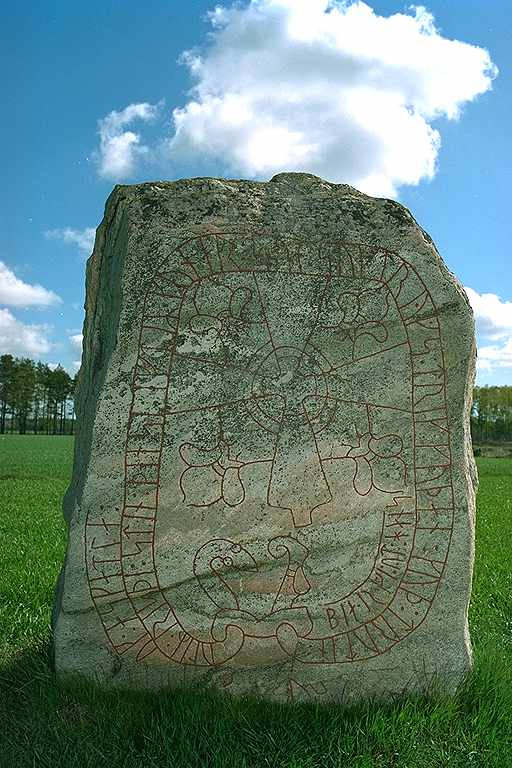
Runenstein von Larvs Hed

Der Runenstein von Larvs Hed (auch Gunnar Sigtrygssons sten genannt; Samnordisk runtextdatabas Vg 127) steht auf der Larvs Heide, etwa 50 Meter südlich des Borgavägen zwischen Larv und Edsvära in der Gemeinde Vara in Västergötland in Schweden.
Der Runenstein aus Granit ist 2,5 m hoch, 1,5–1,8 m breit und 0,4–0,5 m dick. Auf der Südwestseite befinden sich 0,1–0,3 m vom Rand entfernt ein flaches Schlangenband mit einem großen Ringkreuz mit palmettenartigen Figuren zwischen den Armen sowie einige Runen außerhalb und innerhalb der Schleife in den unteren Ecken. Die Runenhöhe beträgt etwa 15 cm.
Die Übersetzung lautet:
„Ölver und Åskatla errichteten diesen Stein für Gunnar, Sigtryggs Sohn, einen guten jungen Mann. Gott, der Herr, schütze seine Seele.“
1529 wurde der Stein beim sogenannten „Västgötaherrarnas uppror“ von rebellischen Adligen als Rednerpult verwendet, von dem dazu aufgefordert wurde Gustav Vasa zu stürzen, um die lutherische Reformation zu verhindern.